# 눈물 젖은 왕관
"눈물 젖은 왕관"은 1966년 공개된 대한민국의 영화이다.

## 배역
- 박노식
- 조미령
- 장훈